# La Presa, Chucándiro
La Presa är en ort i Mexiko.   Den ligger i kommunen Chucándiro och delstaten Michoacán de Ocampo, i den centrala delen av landet, 240 km väster om huvudstaden Mexico City. La Presa ligger 1 962 meter över havet och antalet invånare är 125.
Terrängen runt La Presa är kuperad. Runt La Presa är det ganska tätbefolkat, med 207 invånare per kvadratkilometer. Närmaste större samhälle är Huandacareo, 13,0 km nordost om La Presa. I omgivningarna runt La Presa växer huvudsakligen savannskog.